# Museum Aksaray

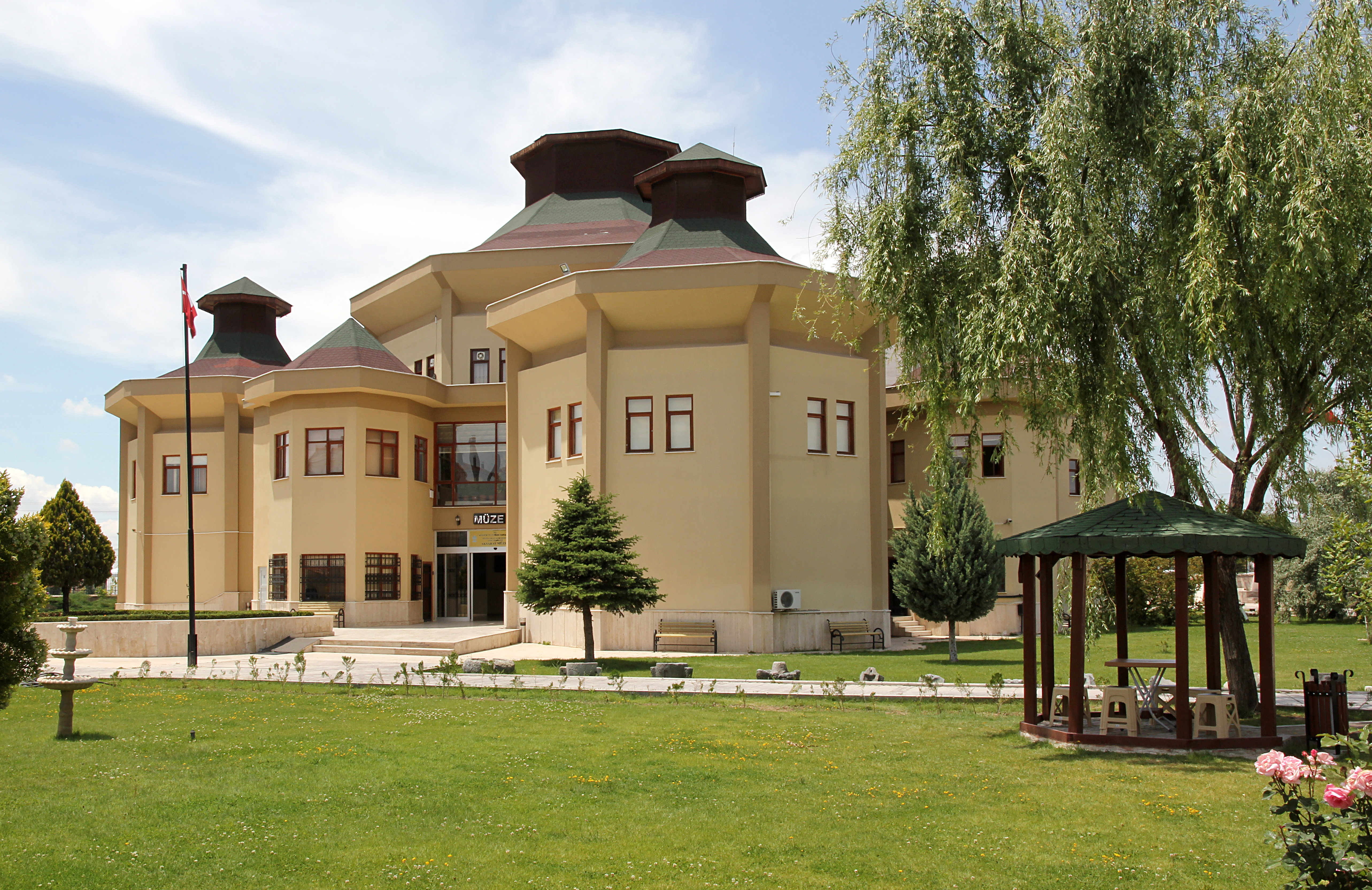
Aksaray Museum

Das Museum Aksaray (türkisch Aksaray Müzesi) ist ein archäologisches Museum in der zentraltürkischen Stadt Aksaray in der gleichnamigen Provinz. Es liegt in der Aksaray Otogar Yolu, die parallel zur Konya Caddesi verläuft, der den Ort durchlaufenden Europastraße 90. Es beherbergt Funde aus den Grabungsorten der Umgebung sowie aus allen Epochen von vorgeschichtlicher bis in osmanische Zeit.

## Geschichte
Das erste archäologische Museum von Aksaray wurde 1969 in der Zinciriye Medrese im Zentrum der Stadt eröffnet. 2006 zog die Sammlung in das neu errichtete Gebäude um. Nach einer Renovierung und Neuordnung der Sammlung nach chronologischen Gesichtspunkten ab 2012 erfolgte die Wiedereröffnung im Jahr 2016. Der Neubau ist laut der Eigenbeschreibung des Museums von seldschukischer Architektur und den kappadokischen Feenkaminen inspiriert.

## Aufbau
Der Museumsbau ist dreigeschossig und hat eine Fläche von 2.400 Quadratmetern, dazu kommt der Außenbereich mit 10.200 Quadratmetern. Im Erdgeschoss befinden sich die fünf archäologischen Ausstellungsräume, im ersten Stock ist ein ethnographischer Raum eingerichtet, daneben finden sich dort der Verwaltungsbereich sowie ein Konferenzraum. Das zweite Obergeschoss beherbergt das Museumsarchiv.
Im ersten der archäologischen Ausstellungsräume, Galerie I, werden Funde aus prähistorischer Zeit präsentiert, vom nahegelegenen Hasan Dağı und hauptsächlich von dem Siedlungshügel Aşıklı Höyük, der etwa 25 Kilometer südöstlich der Stadt liegt. Sie sind über 10.000 Jahre alt und stammen aus der vorkeramischen Steinzeit, dazu gehören Feuerstein- und Obsidianwerkzeuge, Schmuck aus Knochen und der 9.500 Jahre alte Schädel einer jungen Frau, der Spuren einer Trepanation aufweist. In Galerie II sind Stücke aus den frühneolithischen bzw. chalkolitischen Siedlungen von Musular und Güvercinkayası ausgestellt. Letzteres liegt im Bereich des Stausees Mamasın, etwa zehn Kilometer östlich von Aksaray, und wird seit 1996 im Zuge von Rettungsgrabungen erforscht. Der Siedlungshügel aus der mittleren Kupferzeit, dem 6. Jahrtausend v. Chr., zeigt beispielhaft den Übergang von der bäuerlichen Kultur zum befestigten Ort. Gefunden wurden Stücke aus Stein, Knochen und Obsidian sowie Keramik, darunter Figurinen in Tier- und Menschengestalt. Die ausgestellten Artefakte aus Musular, das nur wenige hundert Meter vom Aşıklı Höyük entfernt ist, ähneln den dortigen, hinzu kommt Keramik, die dort noch fehlte. 
Der Siedlungshügel Acemhöyük, 15 Kilometer westlich von Aksaray, dem Galerie III gewidmet ist, war von der frühen Bronzezeit bis in die Epoche des Hellenismus besiedelt. Die Grabungen förderten neben Pithoi Gegenstände aus Stein, Knochen, Glas, Silber und Terrakotta zutage. In Galerie IV sind Fundstücke aus Eisenzeit, Hellenismus, römischer und byzantinischer Zeit bis zur Epoche der Seldschuken gesammelt und chronologisch geordnet. Prunkstück ist das Fragment der späthethitischen, im Stadtgebiet gefundenen Stele von Aksaray. Erhalten ist die untere Hälfte einer Darstellung des luwischen Wettergottes, die Rückseite und die Schmalseiten sind mit luwischen Hieroglyphen beschriftet. Ihr Urheber ist König Kiyakiyas von Šinuḫtu, der im späten 8. Jahrhundert v. Chr. regierte. Im selben Raum befindet sich die Münzsammlung des Museums.
Galerie V zeigt Mumien aus dem 10. bis 13. Jahrhundert n. Chr., die in Aksaray, in der Çanlı Kilise, einer Felskirche zehn Kilometer südöstlich von Aksaray, und dem Ihlara-Tal gefunden wurden. Darunter sind die Überreste von Erwachsenen und Kindern, auch eine mumifizierte Katze ist dabei. Zu sehen sind auch dazugehörige Schmuck- und Kleidungsstücke. Galerie VI im Obergeschoss schließlich beherbergt die ethnographische Ausstellung mit Handwerkserzeugnissen und Modellszenen.
Im umfangreichen Garten des Museums sind Stein- und Terrakottafunde, darunter eine reichhaltige Sammlung von Pithoi sowie zahlreiche Grabstelen aus allen Epochen, aufgestellt.

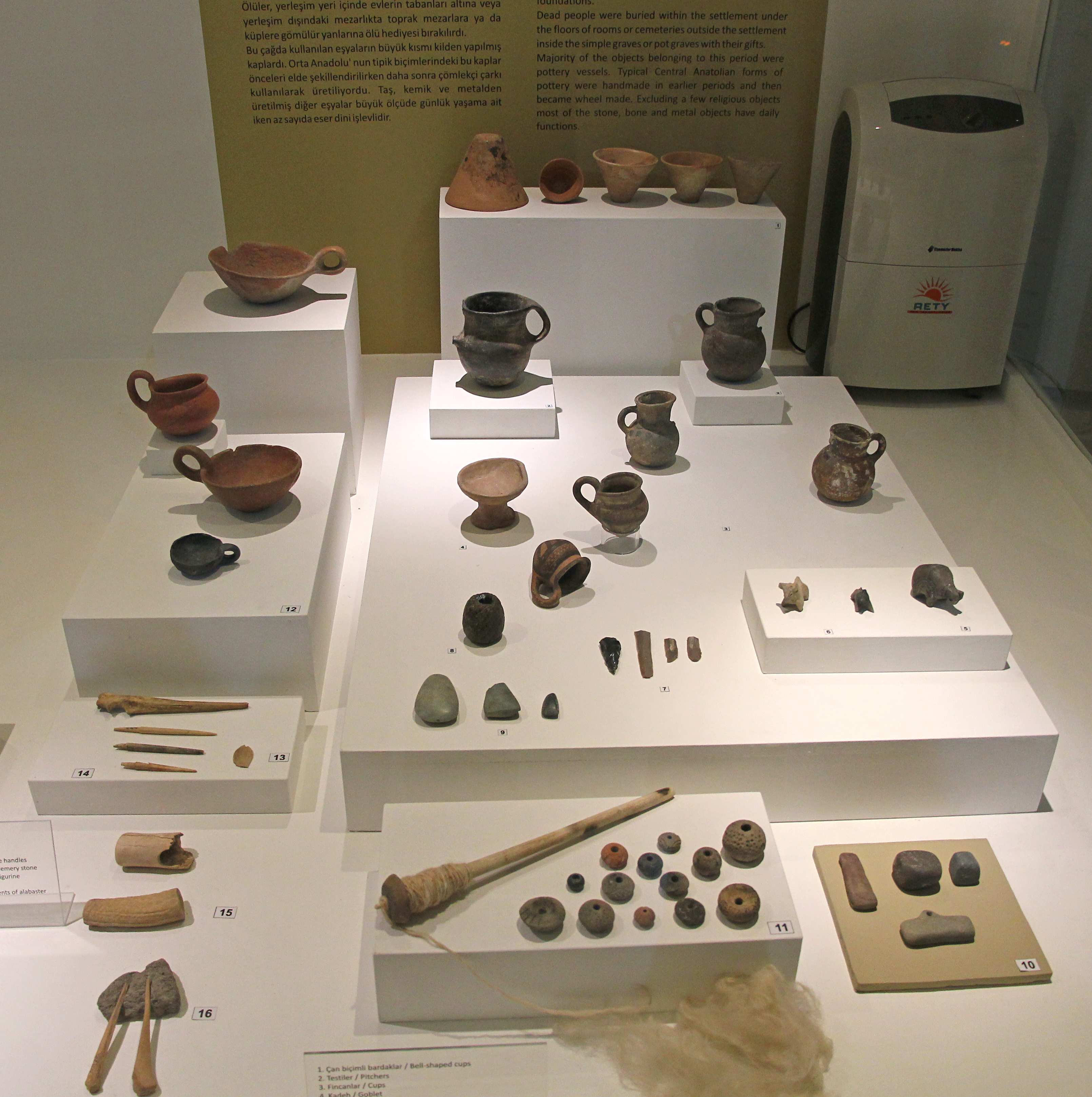
Funde aus Acemhöyük
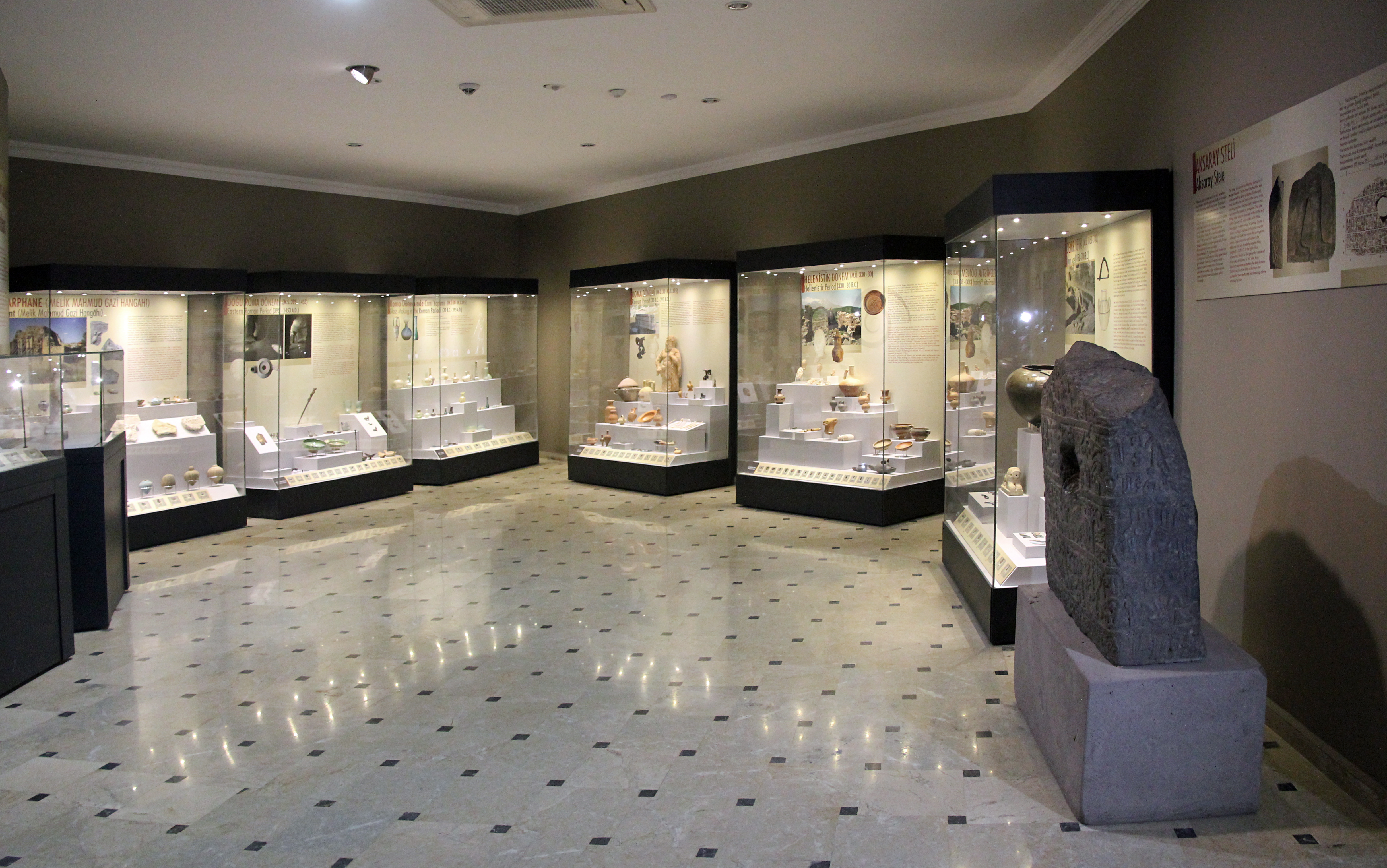
Galerie IV
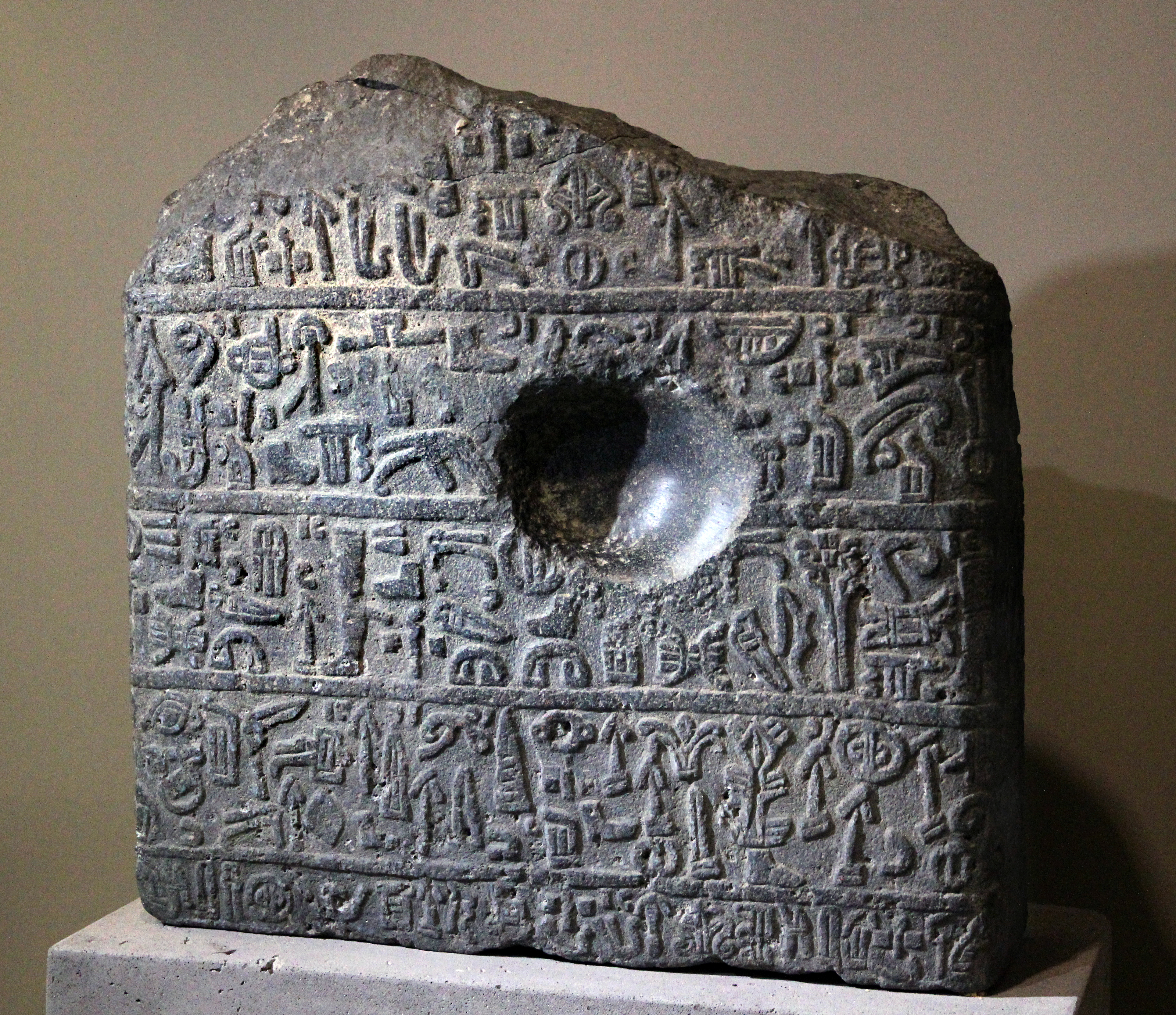
Stele von Aksaray
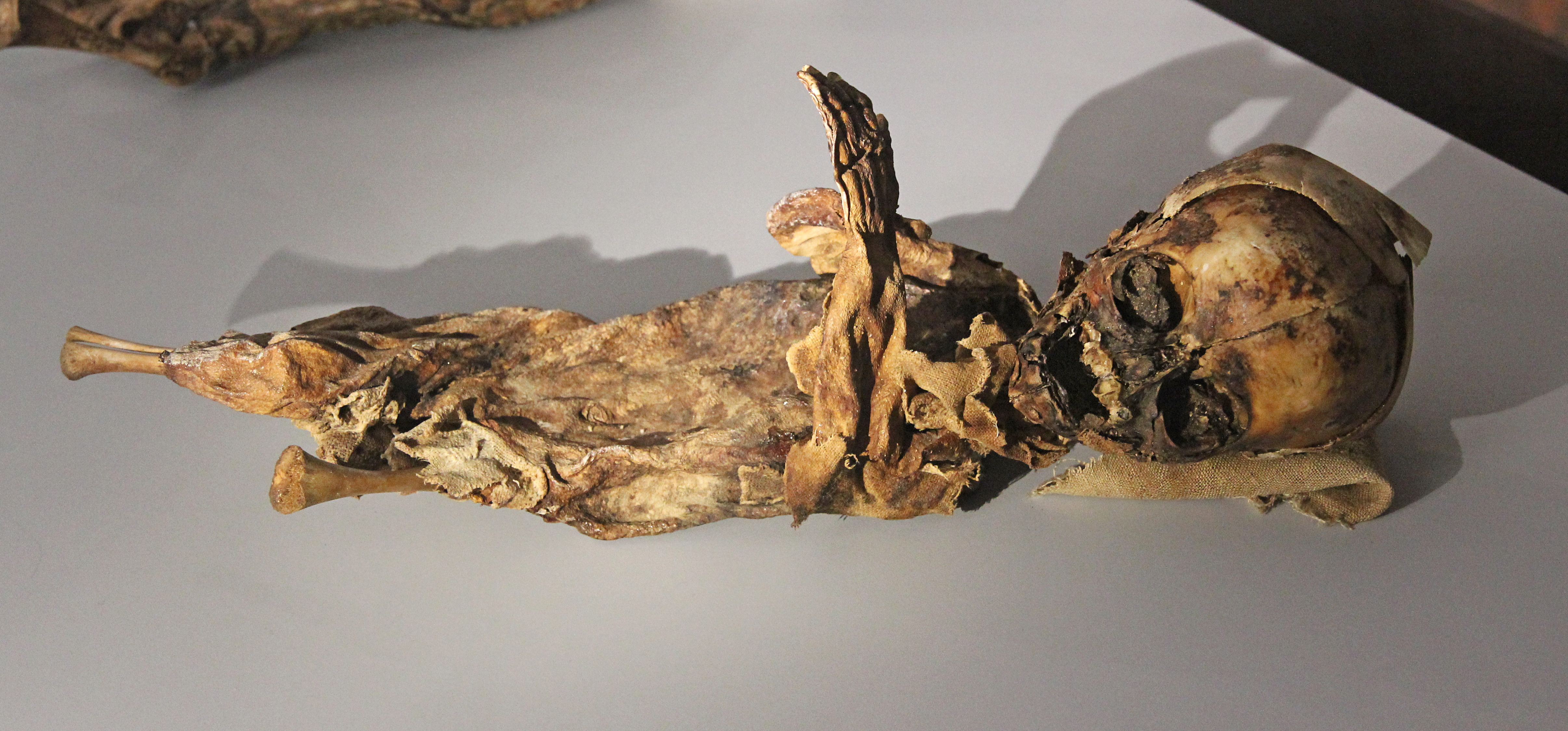
Kindermumie
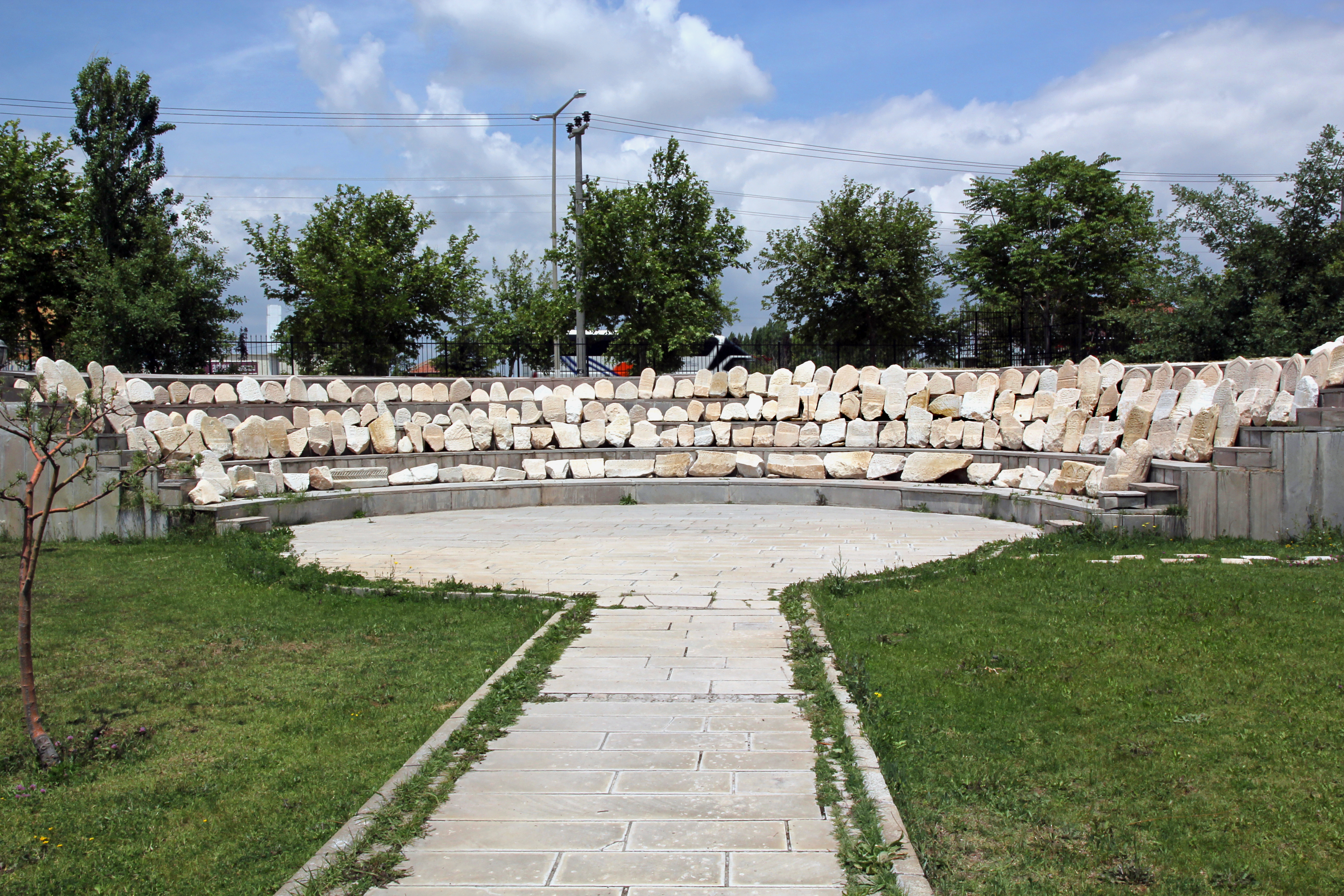
Sammlung von Grabstelen im Außenbereich